# San Fernando de Henares
San Fernando de Henares är en kommun i Spanien. Den ligger i den autonoma regionen Madrid, i den centrala delen av landet, 18 km öster om huvudstaden Madrid. Antalet invånare är 38 980 (2024). Arean är 39,86 kvadratkilometer. San Fernando de Henares gränsar till Alcalá de Henares, Coslada, Madrid, Paracuellos de Jarama, Torrejón de Ardoz, Torres de la Alameda, Loeches, Mejorada del Campo och Rivas-Vaciamadrid. 